# Біогенний рельєф
Біогенний рельєф — рельєф, що виник в результаті впливу біоценозів та їх ценопопуляцій. Вирізняють фітогенний рельєф, наприклад, мезорельеф, що утворився в результаті тривалої акумуляції спільнотами мортмасси (наприклад, торфу), мікрорельєф, створений шляхом тривалого промиванням солей, посиленого особливостями спільноти (наприклад, западинки в пустельнній зоні), мікрорельєф і нанорельеф, створені фітогенною акумуляцією піску і дрібнозему (наприклад, у спільнотах Tamarix laxa і Halocnemum strobilaceum) і акумуляцією опаду в некроподіумах, дереновинних злаків, осок та ін., а також зоогенний рельєф, утворений діяльністю тварин, наприклад, гризунів (ховраховини, колонії піщанок, кротовини), комах (мурашині колонії) і ссавців (копанки кабанів).